# 鄒善群
邹善群（1900年—？）广东大埔人。中华民国政治人物。

## 生平
邹善群生于1900年（清光绪二十六年）。毕业于日本早稻田大学政治经济科。归国后曾任中山大学图书馆主任。1942年3月28日，任国民政府立法院第四届立法委员。